# Steffen Gregor Rauch
Steffen Gregor Rauch (* 16. Januar 1964 in Wiesloch) ist ein deutscher Jurist. Er ist seit dem 1. September 2009 Richter am Bundesfinanzhof.

## Leben und Wirken
Rauch war nach Abschluss seiner juristischen Ausbildung zunächst Wissenschaftlicher Mitarbeiter am Lehrstuhl für Steuerrecht der Ruhr-Universität Bochum. Dort wurde er zum Dr. jur. promoviert. 1997 trat er in die Steuerverwaltung des Landes Baden-Württemberg ein. Es folgte von 2001 bis 2004 eine Abordnung an die Universität Heidelberg als wissenschaftlicher Referent der Forschungsstelle Bundessteuergesetzbuch. Seit 2004 war Rauch Richter am Finanzgericht Baden-Württemberg.
Das Präsidium des Bundesfinanzhofs wies Rauch zunächst dem XI. Senat zu, der für die Umsatzsteuer zuständig ist.